# Arkivator

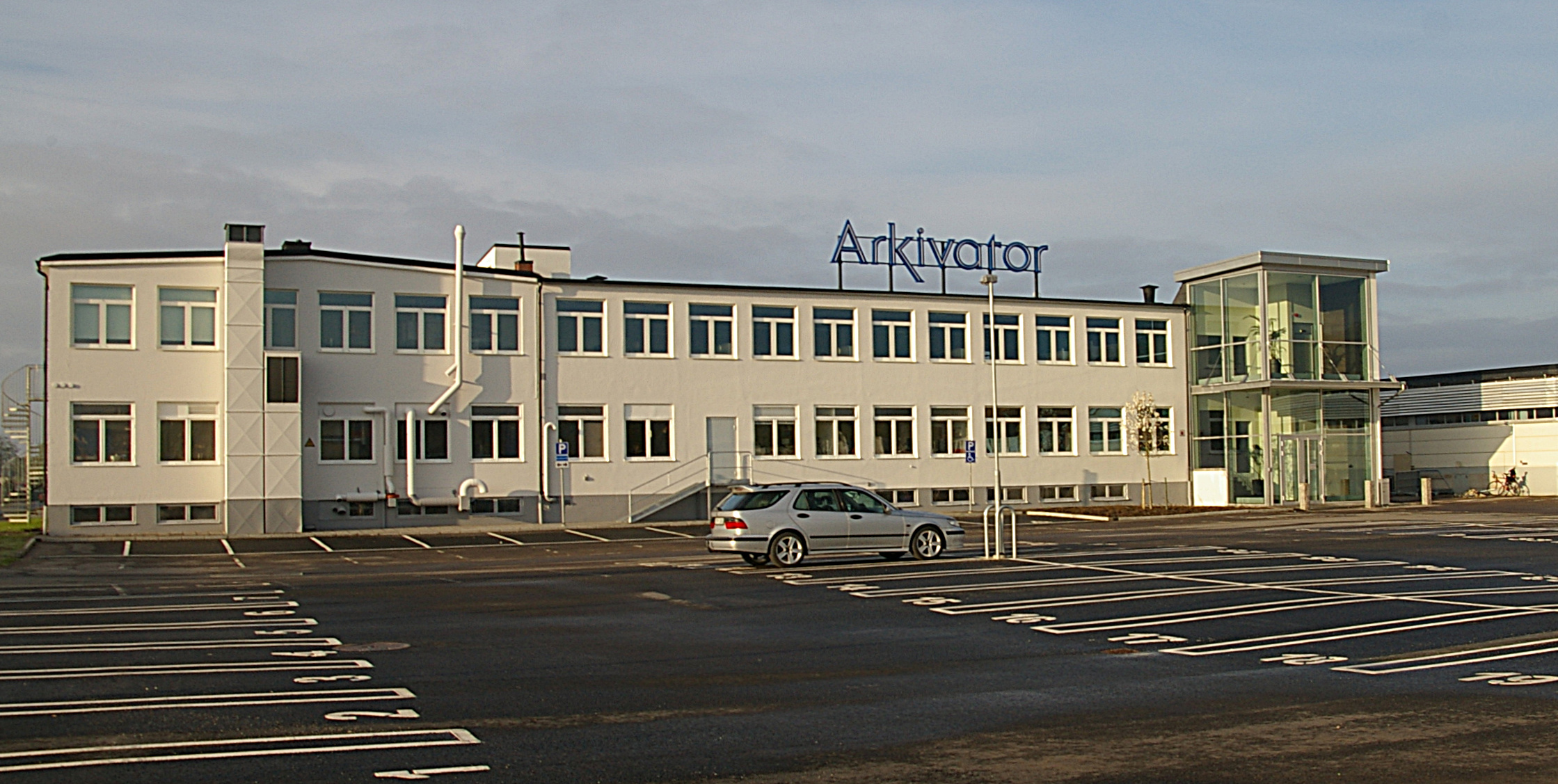
Fabriksbyggnaden från 1948.

Arkivator AB är ett svenskt teknologiskt företag som tillverkar varor inom telecom, maskin och fordon. Kunderna är främst Volvo, Ericsson och Tetra Pak. Omsättningen låg 2008 på 675 Mkr och antalet anställda uppgick till drygt 400 personer. Arkivator grundades 1940 av Tage Andersson och ingick i koncernen IGC (Industrial Growth Company AB) från 2006 fram till konkursen 2013.

## Historik
När andra världskriget bröt ut behövde banker, institutioner och statliga myndigheter snabbt få tag i utrustning som kunde fotografera av värdefulla handlingar. En mikrofilmad handling tar bara 2 % av utrymmet jämfört med en pappershandling. Tage Andersson såg möjligheterna och startade 1940 med enkla verktyg tillverkning av arkivkameror i sin ungkarlslya. Snart satte serietillverkningen igång, och Arkivators personal åkte land och rike runt för att fotografera av handlingar. Arkivkamerorna var helautomatiska och fotograferade av 10 000 handlingar per dygn. Tjugo år senare hade företaget växt och sysselsatte 50 personer.
Efter andra världskriget började man tillverka utrustning till den grafiska industrin, bland annat reproduktionskameror, kopieringsramar och slungor för preparering av klichéer och offsetplåtar. År 1948 byggdes en ny fabriksbyggnad för att rymma den ökade produktionen, lokaler som företaget fortfarande använder. I början av 1950-talet startades produktion av elektroniska mätinstrument, främst till försvaret.
År 1975 omorganiseras företaget till ett ren legoföretag. Under 2000-talet tillverkas mikrovågsutrustning, främst till Ericsson. 2002 startas produktion av ramlagerförstärkningar till fordonsindustrin och förpackningsmaskiner åt Tetra pak. Under åren 2003-2009 tillverkades vipparmar åt Volvo Powertrain. År 2008 förvärvades Tidamek, där det tillverkas lagerhus åt SKF.
Arkivator har tre lokaler i Sverige. I huvudbyggnaden på Göteborgsvägen i Falköping tillverkas telekomutrustning och detaljer till fordonsindustrin. Största kunder är Ericsson, Haldex och Volvo. I lokalerna på Postgårdsgatan i Falköping tillverkas förpackningsmaskiner åt Tetra pak. I Tidameks lokaler i Tidaholm tillverkas lagerhus åt SKF. Sedan 2010 sker har Arkivator en fabrik i Kunshan i Kina.
De svenska bolagen i Arkivator-koncernen försattes i konkurs i augusti 2013. Kort efter konkursen köptes koncernen av verkstadsföretaget Leax.